# Mathias Christoph von Bredow
Mathias Christoph von Bredow (* 27. Februar 1685 in Senzke; † 20. Oktober 1734 in Worinen) war ein preußischer Beamter.

## Leben

### Herkunft und Familie
Mathias Christoph von Bredow war Angehöriger der Linie Bredow-Bredow des märkischen Adelsgeschlechts von Bredow. Seine Eltern waren der Erbherr Herr auf Senzke, Görne und Friesack, Asmus Ehrenreich von Bredow (1646–1705) und Katharina Marie, geborene von Briest (1659–1708). Der preußische Generalleutnant Asmus Ehrenreich der Jüngere (1693–1756) war sein Bruder.
Mathias Christoph von Bredow vermählte sich 1713 in Retzow mit Ilsabe Sophie von Barnewitz (1699–1730). Aus der Ehe gingen je vier Söhne und vier Töchter hervor.

### Werdegang
Bredow studierte in Frankfurt/Oder und absolvierte anschließend eine Kavalierstour durch Italien, England und Holland. Im Jahre 1715 wurde er Landrat des havelländischen Kreises. Bereits hier wirkte er bei der Melioration des havelländischen Luch mit. Er wurde 1719 Präsident des Litauischen Departements der Kriegs- und Domänenkammer zu Gumbinnen, seit 1724 Deputation der Königsberger Kammer.
Bedeutsam und maßgeblich wurde seine dortige Tätigkeit gerade zur Zeit, als das Retablissement in Litauen auf dem Höhepunkt stand. Der volkswirtschaftliche Aufbau dieses Gebietes unter preußischer Herrschaft war im Wesentlichen sein Werk. Er nahm bedeutenden Anteil an dem wirtschaftlichen Aufbau nach der Kolonisation dieser Gebiete. Er lebte sich in die ostpreußischen Verhältnisse so sehr ein, dass er seine märkischen Güter aufgab und sich 1724 im Insterburger Distrikt, unter anderem zu Worien sesshaft machte.
Er war seit 23. Juni 1726 Wirklicher Geheimer Etats- und Kriegsrat, Präsident der preußischen Kammer und des Admiralitätscollegii, sowie des Königsberger Waisenhauses.